# Benz-huis

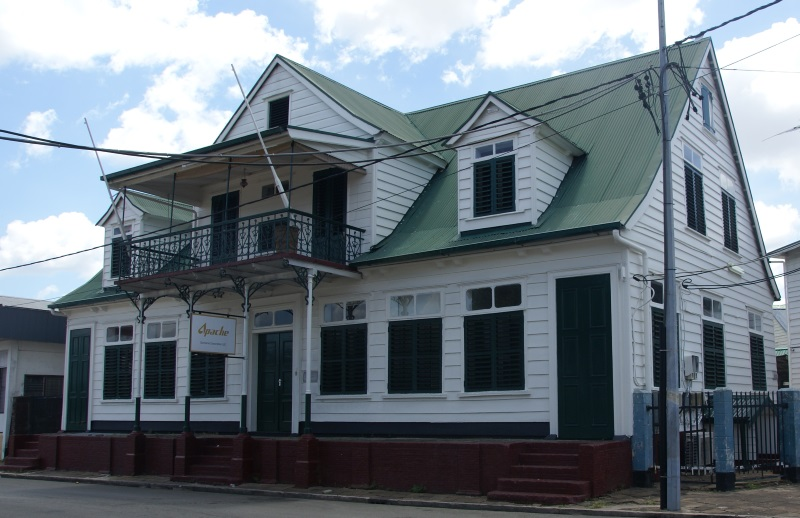
Het Benz-huis.

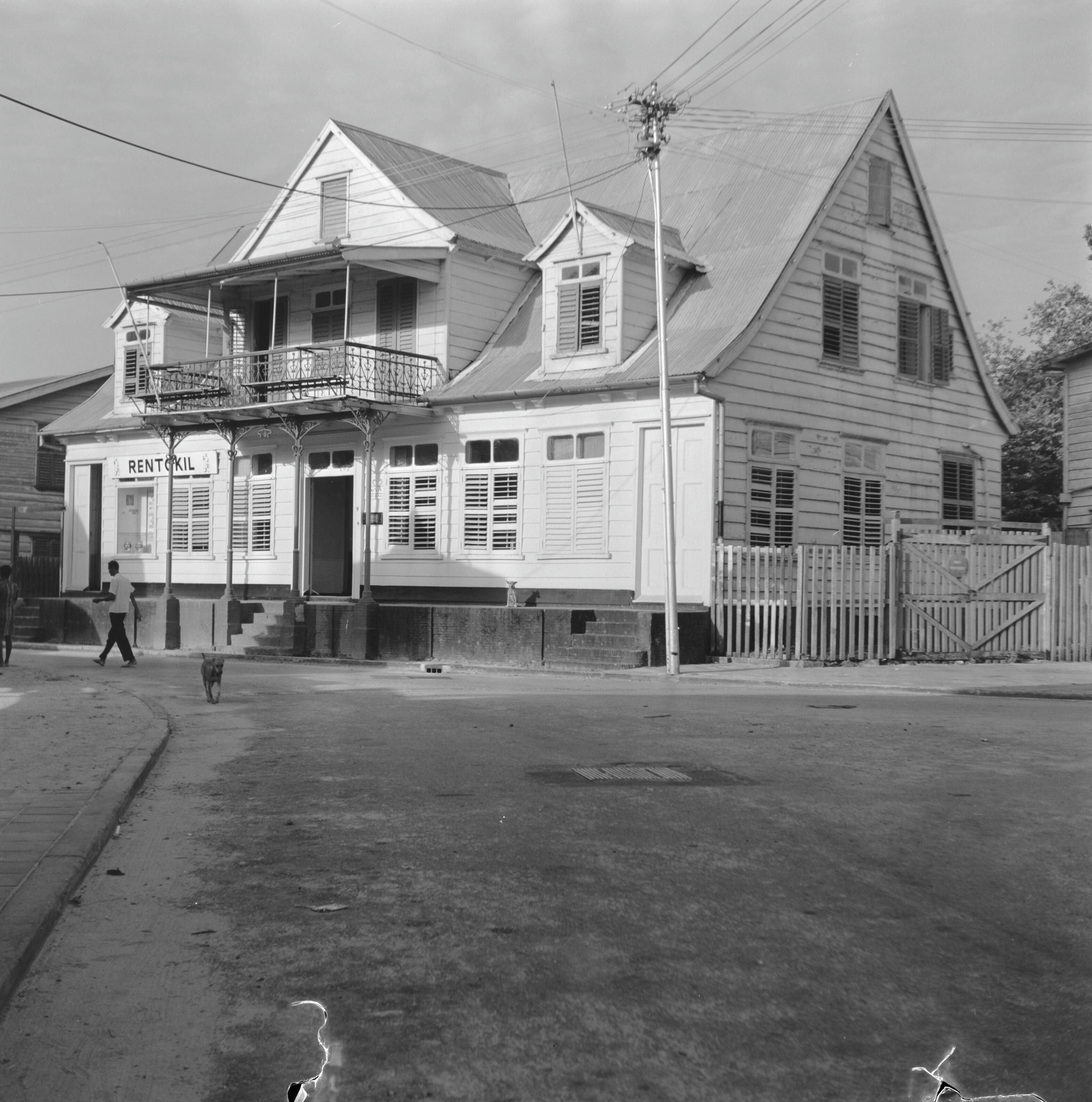
Het huis in 1971.

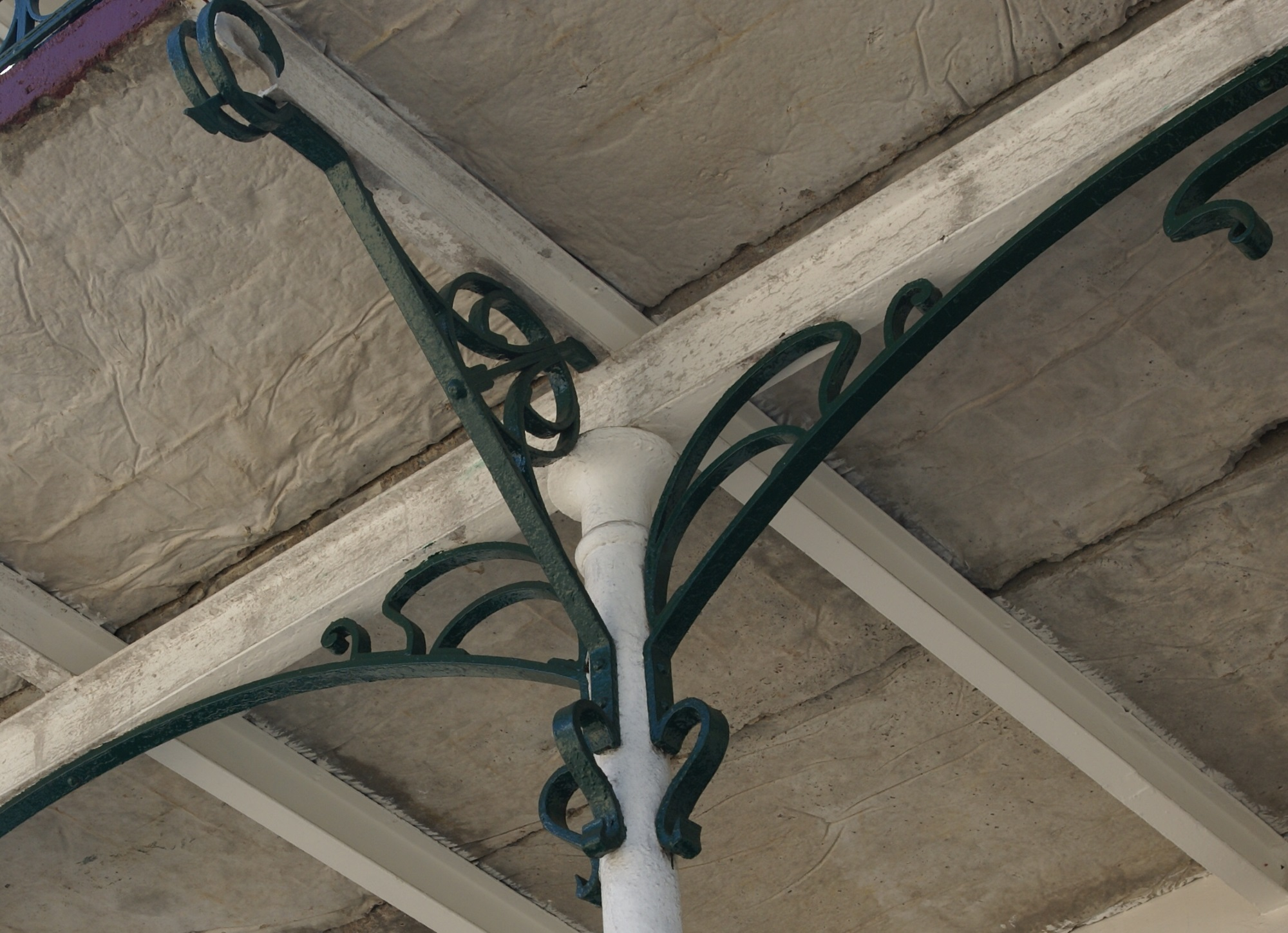
Steun onder het balkon in jugendstil.

Het Benz-huis is een monumentaal pand uit de negentiende eeuw, gelegen aan de Kromme Elleboogstraat 9 in Paramaribo, Suriname. Het pand is onderdeel van de historische binnenstad van Paramaribo, die sinds 2002 door UNESCO aan de Werelderfgoedlijst is toegevoegd.

## Geschiedenis
In de achttiende eeuw woonde de rijke plantster Dorothea Maria Kuhlenkamp, onder meer eigenares van de plantage Wederzorg, aan de Kromme Elleboogstraat 9. Haar woning ging verloren tijdens de stadsbrand van 1821. Een nieuw huis werd een tijd later opgetrokken. De begane grond was vermoedelijk een winkel en de verdieping was ingedeeld in twee woonappartementen. Elk appartement had zijn eigen toegang middels een trap.
In de twintigste eeuw werd een balkon met gietijzeren constructie en details in jugendstil toegevoegd.
Tussen 1920 en 1962 was het huis eigendom van de ondernemer Henry Albert Wilhelm Benz, eigenaar van een goudmijn bij Benzdorp, handelaar in producten voor goudzoekers, plantage-administrateur en honorair consul van Engeland, Canada en Noorwegen. Zijn huis fungeerde tevens als consulaat.
In de 21e eeuw is het pand eigendom van de VSH Real Estate.

## Bouw
Het houten huis is negen traveeën breed en drie traveeën diep. De begane grond staat op een stenen fundering. Het huis heeft een steile kap waarvan de nok parallel loopt met de straat, waarin nog eens een verdieping. Centraal staat een groot dakhuis, drie traveeën breed, waarvoor zich een overdekt balkon bevindt dat steunt op vier ijzeren palen. De steunen onder het balkon en de railing tonen invloeden van jugendstil. Aan weerszijden van het dakhuis bevindt zich een dakkapel. Het huis heeft een deur met bovenlicht in het midden van de gevel en een deur aan elk van de geveluiteinden. Voor elke deur bevindt zich een rechte trap. Voor de gehele breedte van het huis loopt een stoep die circa een halve meter boven straatniveau ligt.